# 영주군 (1948년 선거구)
영주군은 대한민국의 옛 국회의원 선거구이다. 당시 경상북도 영주군 지역을 관할했다.

## 역사
제헌 국회의원 선거를 앞두고 영주군 전 지역을 관할하는 선거구로 신설되었다.
제6대 국회의원 선거를 앞두고 봉화군 선거구와 통합되어 영주군·봉화군 선거구를 이루게 됨에 따라 폐지되었다.

## 역대 국회의원
| 선거   | 정당 | 정당       | 의원   |
| ------ | ---- | ---------- | ------ |
| 1948년 |      | 대동청년단 | 최석홍 |
| 1950년 |      | 대한청년단 | 김정식 |
| 1954년 |      | 자유당     | 이정희 |
| 1958년 |      | 자유당     | 이정희 |
| 1960년 |      | 민주당     | 황호영 |

## 역대 선거 결과

### 대한민국 제헌 국회의원 선거
|  | 27.93% |

|  | 23.95% |

|  | 19.06% |

|  | 15.89% |

|  | 13.15% |

|  | 0% |

### 대한민국 제2대 국회의원 선거
|  | 23.34% |

|  | 21.28% |

|  | 14.41% |

|  | 11.20% |

|  | 7.23% |

|  | 7.03% |

|  | 4.81% |

|  | 3.89% |

|  | 3.58% |

|  | 3.18% |

### 대한민국 제3대 국회의원 선거
|  | 51.68% |

|  | 42.94% |

|  | 5.36% |

|  | 0% |

### 대한민국 제4대 국회의원 선거
|  | 37.31% |

|  | 34.45% |

|  | 25.09% |

|  | 3.12% |

### 대한민국 제5대 국회의원 선거
|  | 34.76% |

|  | 31.34% |

|  | 13.56% |

|  | 9.81% |

|  | 6.20% |

|  | 2.33% |

|  | 1.97% |